# Casa Antoni Monjo
La casa Antoni Monjo és un edifici situat al carrer de l'Hospital, 97 del Raval de Barcelona, catalogat com a Bé Cultural d'Interès Local.

## Descripció
Es tracta d'un edifici entre mitgeres consistent en una planta baixa comercial i fins a quatre pisos d'habitatges.
A nivell estructural, l'edifici s'inicia amb dos portals a la planta baixa, el de la dreta de tipus escarser, coronat per la inscripció de la data 1786. Tot seguit, els tres primers pisos presenten alternats per una finestra menor, dos finestrals amb balcó de llosana de ferro i rajola vidrada. El darrer pis no té balcons, només finestres. Corona la façana una cornisa decorada amb sanefes i garlandes molt prominent.
Els trets decoratius esgrafiats són l'element més ressenyable de la façana a partir de la primera planta. En cada pis, tot i que repetitius, els motius són independents, ja que no hi ha contacte entre ells. La temàtica representada són les garlandes, les sanefes i nombrosos motius florals. Hi ha també algunes decoracions culinàries, zoomorfes i vegetals que podrien vincular-se amb un mercat o una fonda, tals com balances, peix, carn diversa, etc.

## Història
El 1786, el comerciant Antoni Monjo va demanar permís per a reedificar la seva casa.